# Nephrurus sheai
Espèce
Nephrurus sheai est une espèce de geckos de la famille des Carphodactylidae.

## Répartition
Cette espèce est endémique du Territoire du Nord en Australie. 

## Étymologie
Cette espèce est nommée en l'honneur de Glenn Michael Shea.

## Publication originale
- Couper & Gregson, 1994 : Redescription of Nephrurus asper Gunther, and description of N. amyae sp. nov. and N. sheai sp. nov. Memoirs of the Queensland Museum, vol. 37, no 1, p. 53-67 (texte intégral).